# Ахмедов, Мухамметдурды
Мухамметдурды́ Ахме́дов (род. 1937) — туркменский советский колхозник, депутат Верховного Совета СССР.

## Биография
Родился в 1937 году. Туркмен. Член КПСС с 1969 года. Образование среднее.
С 1957 года колхозник. С 1963 года механизатор совхоза им. 50-летия СССР Байрам-Алийского района Марыйской области.
Депутат Совета Национальностей Верховного Совета СССР 8-9 созыва (1970—1979) от Туркменской ССР. В Верховный Совет 9 созыва избран от Байрам-Алийского избирательного округа № 422 Туркменской ССР, член комиссии по иностранным делам Совета Национальностей.